# Municipio de Monclova (Estados Unidos)
El municipio de Monclova (en inglés: Monclova Township) es un municipio ubicado en el condado de Lucas, en el estado estadounidense de Ohio. En el año 2010 tenía una población de 12 400 habitantes y una densidad de 217,22 personas por km².

## Geografía
El municipio de Monclova se encuentra ubicado en las coordenadas 41°33′56″N 83°45′3″O / 41.56556, -83.75083. Según la Oficina del Censo de los Estados Unidos, el municipio tiene una superficie total de 57.09 km², de la cual 56.57 km² corresponden a tierra firme y (0.91%) 0.52 km² es agua.

## Demografía
Según el censo de 2010, había 12 400 personas residiendo en el municipio de Monclova. La densidad de población era de 217,22 hab./km². De los 12 400 habitantes, el municipio de Monclova estaba compuesto por el 93.32% blancos, el 2.09% eran afroamericanos, el 0.18% eran amerindios, el 2.52% eran asiáticos, el 0.02% eran isleños del Pacífico, el 0.56% eran de otras razas y el 1.31% pertenecían a dos o más razas. Del total de la población el 2.47% eran hispanos o latinos de cualquier raza.